# Neutrino stérile
Le neutrino stérile est un type hypothétique de neutrino qui n'interagit via aucune des interactions fondamentales du modèle standard de la physique des particules, hormis la gravité. C'est un neutrino dextrogyre (autrement dit à chiralité droite) léger ou bien un antineutrino lévogyre qui pourrait s'ajouter au modèle standard, et prendre part aux phénomènes tels que le mélange des neutrinos.
Le terme neutrino stérile est utilisé pour le distinguer du neutrino actif du modèle standard, qui dispose d'une charge pour l'interaction faible. Ce terme se rapporte habituellement au neutrino dextrogyre, particule qu'il faudrait alors ajouter au modèle standard. Occasionnellement, cette désignation peut s'employer dans un sens plus général pour tout fermion neutre.
L'existence du neutrino dextrogyre est bien motivée sur le plan théorique, puisque tous les autres fermions connus ont été observés avec des chiralités droite et gauche, et on peut ainsi expliquer d'une façon naturelle les masses observées des neutrinos actifs. Sa masse exacte est inconnue, quoique située entre 1 et 15 eV.
Le nombre de types de neutrinos stériles est inconnu. Ceci contraste avec le nombre de types de neutrinos actifs, nécessairement égal à celui des leptons chargés et des générations de quarks pour assurer la liberté d'anomalie de l'interaction électrofaible.
La recherche de ces particules est un domaine actif de la physique des particules. S'ils existent et que leur masse est inférieure à celle des particules dans les expériences, ils peuvent être produits en laboratoire, soit par mélange entre des neutrinos actifs et des neutrinos stériles ou par collisions de particules à haute énergie. S'ils sont plus lourds, la seule conséquence directement observable de leur existence serait détectable en observant les masses des neutrinos actifs. Ils peuvent être cependant responsables de certains phénomènes inexpliqués en physique cosmologique et en astrophysique, tels que la matière noire, la baryogenèse ou la radiation noire (en). Le neutrino stérile peut être un lepton lourd neutre (NHL pour l'anglais Neutral Heavy Lepton, ou Heavy Neutral Lepton, HNL).

## Terminologie
La littérature scientifique fait également référence à ces particules sous le nom de neutrino dextrogyre léger et neutrino inerte.

## Motivation
Les résultats expérimentaux montrent que (presque) tous les neutrinos produits et observés sont lévogyres (spin antiparallèle au moment), et que tous les antineutrinos ont une hélicité dextrogyre, à l'intérieur de la marge d'erreur. Dans la limite de l'absence de masse, ceci signifie qu'on n'observe qu'une seule des deux chiralités possibles pour chacune des deux particules. Ce sont les seules hélicités (et chiralités) prévues par le modèle standard. Il prévoit également que seuls ces neutrinos existent.
Des expériences récentes telles que l'oscillation des neutrinos ont cependant montré qu'ils ont une masse non nulle, ce qui n'est pas prévu par le modèle standard et suggère une nouvelle physique encore inconnue. Cette masse non prévue explique les neutrinos à hélicité dextrogyre et les antineutrinos lévogyres. Puisqu'ils ne se déplacent pas à la vitesse de la lumière, leur hélicité n'est pas invariante du point de vue de la relativité : il est possible de se déplacer plus rapidement qu'eux et d'observer l'hélicité opposée. Pourtant, tous les neutrinos ont été observés avec une chiralité à gauche, et tous les antineutrinos à droite. La chiralité est une propriété fondamentale des particules et « est » invariante du point de vue de la relativité : elle est la même dans tous les systèmes de références, quelles que soient la vitesse et la masse de la particule. La question demeure donc : les neutrinos et les antineutrinos peuvent-ils se différencier seulement par la chiralité ? Ou bien les neutrinos dextrogyres et les antineutrinos lévogyres existent-ils en tant que particules distinctes ?

## Propriétés
De telles particules devraient appartenir à une représentation simple en ce qui concerne l'interaction forte et l'interaction faible avec une charge électrique de 0, une hypercharge faible de 0, un isospin faible de 0 et, comme pour les autres leptons, aucune couleur, bien qu'ils aient effectivement un B-L de -1 et une charge X de -5. Les antineutrinos lévogyres ont un B-L de 1 et une charge X de 5.
Faute de charge, le neutrino stérile n'a aucune interaction électromagnétique, qu'elle soit faible ou forte, ce qui rend sa détection extrêmement difficile Il a une interaction de Yukawa avec les leptons ordinaires et le boson de Higgs, qui, via le mécanisme de Higgs conduit au mélange avec les neutrinos ordinaires.
Du fait de l'absence de charge, les neutrinos stériles ne sauraient interagir, que ce soit via l'interaction électromagnétique, l'interaction faible ou l'interaction forte, les rendant extrêmement difficiles à détecter. Ils pourraient cependant interagir via la gravité du fait de leur masse, et si celle-ci est suffisante, ils pourraient expliquer la matière noire froide ou la matière noire tiède. Dans quelques théories de la grande unification (GUT), telle que SO(10), ils interagissent également via les interactions de jauge qui sont extrêmement inaccessibles au niveau ordinaire d'énergie parce que leur boson de jauge est extrêmement massif. Ils n'apparaissent pas dans d'autres GUT telles que le modèle Georgi-Glashow (où toutes les charges SU(5) ou nombres quantiques sont à zéro.)

### Masse
Dans le modèle standard, la masse des particules est générée par le mécanisme de Higgs, dans lequel la symétrie du vide SU(2)L × U(1) est spontanément brisée. Dans le mécanisme de Higgs, un doublet de champs scalaires de Higgs, ou bosons de Higgs, interagit avec d'autres particules. À travers le processus de brisure spontanée de symétrie, le champ de Higgs développe une valeur d'attente du vide, {\displaystyle \phi }, et dans le Lagrangien pour les fonctions d'onde du neutrino, un champ de Dirac massif fait son apparition :
{\displaystyle {\mathcal {L}}_{\mathrm {} }(\psi )={\bar {\psi }}(i\partial \!\!\!/-m)\psi -g{\bar {\psi }}_{L}\phi \psi _{R}}
où m est le terme de masse réel positif.
Il en est ainsi pour les leptons chargés, et en particulier les électrons. Mais le modèle standard ne dispose pas du terme de masse de Dirac correspondant pour les neutrinos. Les interactions faibles ne s'appliquent qu'aux cas lévogyres, en sorte que les neutrinos dextrogyres ne figurent pas dans le Lagrangien du modèle standard. Par conséquent, il n'est pas possible de former les termes de masse pour les neutrinos dans le modèle standard : le modèle ne prédit qu'un neutrino lévogyre et son antiparticule, un antineutrino dextrogyre, pour chaque génération.
L'idée d'une masse différente pour les neutrinos stériles, prédite comme significativement plus lourde que celle de leurs contreparties normales, provient de la question sur ce qui forme la différence entre une particule et son antiparticule. Pour toute particule chargée, par exemple, l'électron, la réponse est simple : son antiparticule, le positron, a une charge électrique opposée. De même, un quark up a une charge de +2/3 et (par exemple) une charge de couleur rouge, alors que son antiparticule a une charge électrique de -2/3 et une charge de couleur anti-rouge.
Pour le neutrino non chargé, la réponse est moins claire. Les neutrinos sans masse du modèle standard ne diffèrent de leur antiparticule que par leur chiralité, et ainsi, leur hélicité. Mais comme on a pu observer que les neutrinos ont une masse, il existe peut-être une physique différente du modèle standard, et ceci ouvre la possibilité de deux natures différentes du neutrino : le modèle de Dirac et celui de Majorana.
La masse du neutrino dextrogyre lui-même est inconnue et pourrait prendre n'importe quelle valeur d'environ 1 eV à 1015 GeV.

#### Les modèles de Majorana ou de Dirac?
Si l'on accepte qu'une particule ne nécessite pas d'être différente de certains points de vue de son antiparticule, alors le neutrino serait un fermion de Majorana, et pourrait être le premier du genre. Le concept de particule de Majorana a été introduit initialement par Ettore Majorana en 1937. Le pion (particule), un méson neutre, le photon, et le boson Z sont des exemples pour les bosons : ils sont tous identiques à leur antiparticule. Si c'était le cas, le neutrino massif serait sa propre antiparticule, et pourrait s'annihiler avec un autre neutrino de même type, ouvrant la possibilité d'une double désintégration bêta sans émission de neutrino, et le neutrino stérile ne doit pas nécessairement différer du neutrino qu'on connait déjà par autre chose que sa chiralité.
Cependant, si l'on accepte qu'une particule doit être différente sous certains aspects de son antiparticule, alors le neutrino est un fermion de Dirac. Tous les fermions connus sont des fermions de Dirac. Un exemple est le neutron, qui n'a pas de charge électrique mais diffère de son antiparticule du fait de sa composition en quarks. Le kaon neutre, un boson, est également, dans un certain sens, une particule de Dirac.
En termes mathématiques, il faut utiliser la transformation des propriétés des particules. On définit un champ de Majorana comme un état propre de la conjugaison de charge (C). Cette définition ne vaut que pour les champs libres, et doit être généralisée aux champs en interaction. Les neutrinos n'interagissent que via l'interaction faible, qui n'est pas invariante vis-à-vis de la conjugaison de charge, donc un neutrino de Majorana en interaction ne peut pas être un état propre de C. La définition généralisée est : « un champ de neutrinos de Majorana est un état propre de la transformation CP ».
Par conséquent, les neutrinos de Dirac et de Majorana se comportent de façon différente au regard de la transformation CP (en réalité les transformations de Lorentz et CPT). La distinction entre les neutrinos de Majorana et de Dirac n'est pas seulement théorique. Un neutrino de Dirac massif doit avoir des moments magnétique et électrique différents de zéro, qui pourraient être observés expérimentalement, ce qui n'est pas le cas du neutrino de Majorana.
Les particules de Dirac et de Majorana ne diffèrent que si leur masse au repos est différente de zéro. Si le neutrino n'a pas de masse et se déplace à la vitesse de la lumière, alors la transformation de Lorentz vers un référentiel se déplaçant plus rapidement n'est pas possible. La différence entre les types disparaît graduellement. Pour le neutrino de Dirac, les moments dipolaires sont proportionnels à la masse et devraient disparaître pour une particule sans masse. Les deux termes de masse de Majorana et de Dirac, cependant, apparaîtront dans le Lagrangien de masse si les neutrinos ont une masse, ce que nous savons maintenant être le cas.
La suggestion qu'un neutrino puisse être une particule de Majorana conduit à l'explication possible de la masse négligeable du neutrino en regard des masses des autres fermions du modèle standard.

### Mécanisme de Seesaw
Si le neutrino est une particule de Majorana, alors on peut affirmer qu'au-delà du neutrino lévogyre, qui s'accouple avec les leptons chargés de sa famille dans le cas de la charge faible, il existe aussi un partenaire neutrino dextrogyre qui est un isosinglet faible et ne s'accouple directement à aucun fermion ou boson. Les deux neutrinos ont une masse et la chiralité n'est pas préservée (donc « neutrino lévogyre ou dextrogyre » signifie plutôt que l'état invoqué est celui qui sera statistiquement observé majoritairement). Pour obtenir les états propres de masse du neutrino, il faut diagonaliser la matrice M de la masse générale :
{\displaystyle m_{\nu }={\begin{pmatrix}0&m_{D}\\m_{D}&M_{NHL}\end{pmatrix}}}
où {\displaystyle M_{NHL}} et {\displaystyle m_{D}} sont respectivement les termes de grande taille et de taille intermédiaire.
Au-delà de l'évidence empirique, il existe également une justification théorique du mécanisme see-saw dans différentes extensions du modèle standard. Aussi bien les GUTs que les modèles de symétries lévogyres prédisent la relation suivante :
{\displaystyle m_{\nu }<<m_{D}<<M_{NHL}}
D'après les GUTs et les modèles lévogyres, le neutrino dextrogyre est extrêmement lourd : 10 GeV5-10 GeV12 alors que la plus petite eigenvalue est approximativement égale à : :{\displaystyle m_{\nu }\approx {\frac {m_{D}^{2}}{M_{NHL}}}}
C'est le mécanisme de see-saw : lorsque le neutrino stérile dextrogyre s'alourdit, le neutrino normal lévogyre s'allège. Le neutrino lévogyre est un mélange de deux neutrinos de Majorana, et ce processus de mélange est ce qui donne sa masse au neutrino.

## Essais de détection

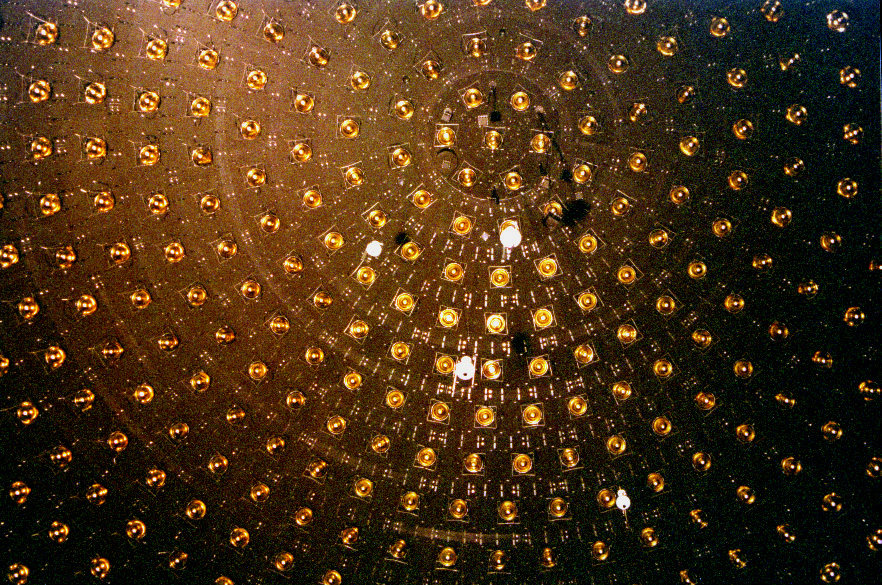
Intérieur du détécteur MiniBooNE du Fermilab utilisé pour la détection de neutrinos.

La production et la désintégration de neutrinos stériles peuvent se produire au travers du mélange avec des neutrinos virtuels (« noyaux hors masse »). Plusieurs expériences ont été montées pour découvrir ou observer les NHL (Neutrinos lévogyres), par exemple l'expérience NuTeV (E815) au Fermilab ou au LEP du CERN. Elles ont toutes conduit au constat des limites des observations plutôt qu'à l'observation réelle de ces particules. S'ils constituent effectivement l'un des composants de la matière noire, des détecteurs sensibles aux rayons X sont nécessaires pour observer le rayonnement émis par leur désintégration.
Les neutrinos stériles peuvent se mélanger aux neutrinos ordinaires via une masse de Dirac, mais les neutrinos, selon leur chiralité ont des nombres quantiques différents, ce qui empêche les mélanges. Les neutrinos stériles et les neutrinos ordinaires peuvent aussi avoir des masses de Majorana. Dans certains modèles, les deux masses de Dirac et de Majorana sont utilisées dans un mécanisme de see-saw, qui mène à une diminution des masses des neutrinos ordinaires et alourdit beaucoup le neutrino stérile par rapport au neutrino en interaction du modèle standard. Dans certains modèles, les neutrinos lourds peuvent avoir des masses jusqu'à l'échelle GUT (10 GeV15). Dans d'autres modèles, ils peuvent être plus légers que les bosons de jauge faible W et Z comme dans le modèle appelé νMSM où leurs masses se situent entre le GeV et le keV. Un neutrino stérile léger (d'une masse d'1 eV) a été suggéré comme explication possible des résultats de l'expérience LSND. Le 11 avril 2007, des chercheurs de l'expérience MiniBooNE au FermiLab ont annoncé n'avoir trouvé aucune preuve à l'appui de l'existence d'un tel neutrino stérile. Des résultats et des analyses plus récents ont apporté quelque soutien en faveur des neutrinos stériles
,

,
.
Deux détecteurs séparés à proximité d'un réacteur nucléaire en France ont trouvé un manque de 3% d'antineutrinos. Les chercheurs chargés de ce programme ont suggéré l'existence d'un quatrième neutrino d'une masse de 0,7 Kev. Les neutrinos stériles sont également des candidats pour le rayonnement noir.
Le nombre de neutrinos et les masses des particules peuvent avoir des effets à grande échelle contribuant à l'apparence du fond diffus cosmologique. Le nombre total d'espèces de neutrinos, par exemple, affecte le taux d'expansion du cosmos dans ses premiers âges : un plus grand nombre de neutrinos signifie une expansion plus rapide. Les données du satellite Planck livrées en 2013 n'ont présenté aucune preuve de particule ressemblant au neutrinos, ce qui compromet les espoirs quant à leur existence.
L'expérience KATRIN a permis d'infirmer la présence de neutrinos stériles légers dans certaines gammes de paramètres. Avec le détecteur TRISTAN, cette capacité doit avoir une gamme de détection élargie aux neutrinos stériles lourds.
L'expérience Neutrino-4, démarrée en 2014 avec un modèle de détecteur  et poursuivie avec un détecteur grandeur nature en 2016-2021, a permis d'obtenir le résultat de l'observation directe de l'effet d'oscillation dans la région de paramètres Δm2
14 = (7.3 ± 0.13st ± 1.16syst) eV2 et sin22θ14 = 0.36 ± 0.12stat (2.9σ). La simulation a montré le signal de détecteur attendu en cas de détection d'oscillation.